# Neosisyphus gladiator
Neosisyphus gladiator là một loài bọ cánh cứng trong họ Bọ hung (Scarabaeidae).